# Napoléon Landais
Pour les articles homonymes, voir Napoléon (homonymie) et Landais.
Napoléon Landais, né le 3 juin 1804 à Laval (Mayenne) et mort le 19 août 1852 à Paris, était un grammairien, lexicographe, et romancier français, surtout connu pour son Dictionnaire général et grammatical des dictionnaires publié en 1834 et plusieurs fois réédité. Il est aussi l'auteur d'ouvrages sur la grammaire et la conjugaison du français.

## Biographie
Ses parents étaient Laurent Landais, ferblantier, et Anne Mauguy.
L'œuvre majeure de Napoléon Landais est le Dictionnaire général et grammatical des dictionnaires français qui fut édité à Paris en 1834 par le Bureau central des dictionnaires, puis réédité par l'éditeur Didier. La douzième édition date de 1853 et témoigne du succès durable de l'ouvrage.

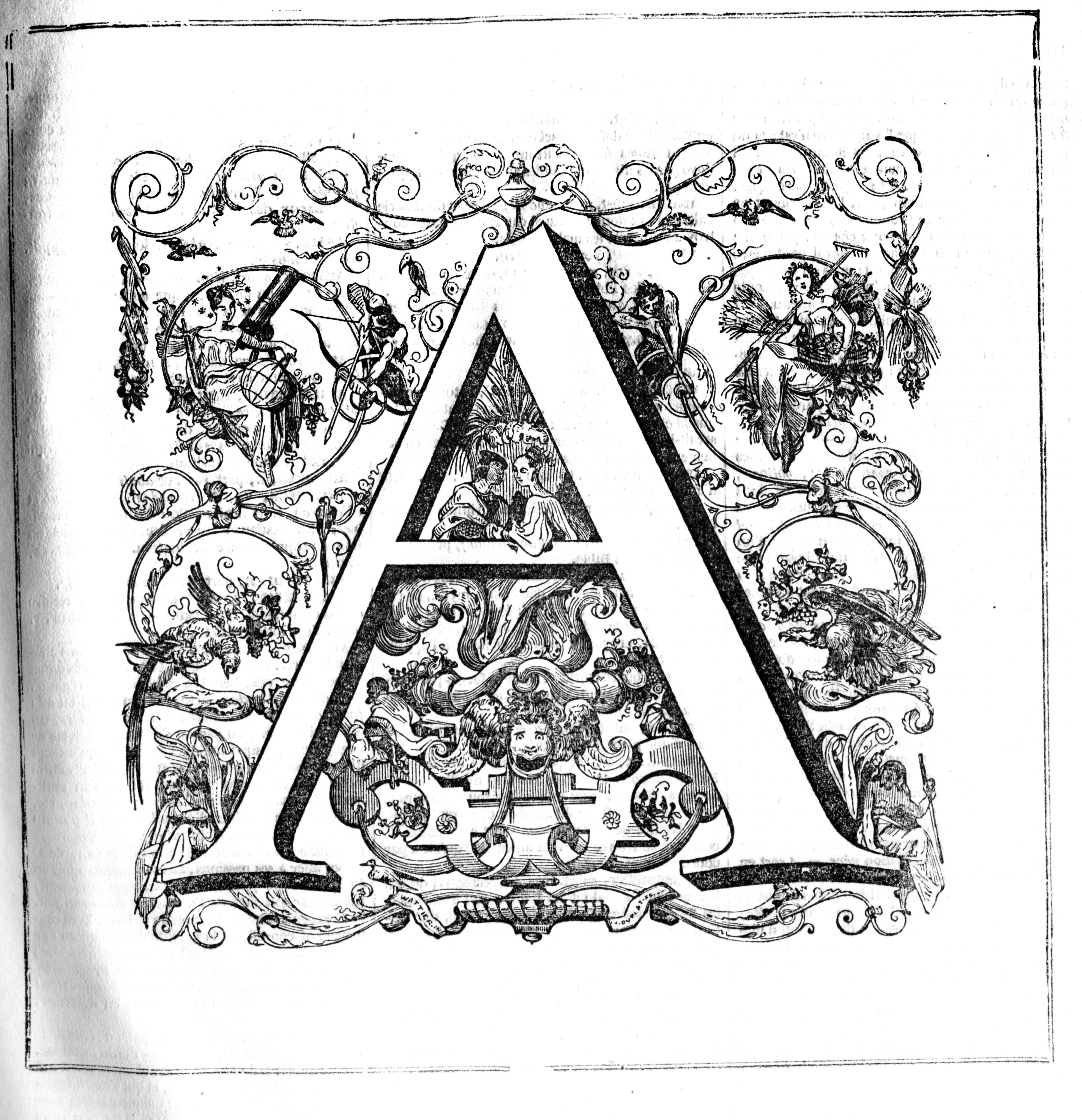
Iconophore du Dictionnaire général et grammatical des dictionnaires français

Il est composé de deux tomes suivis, pour certaines éditions, d'un complément intégrant comme dictionnaires supplémentaires, un dictionnaire biographique et historique, un dictionnaire des rimes françaises et des dictionnaires relatifs aux homonymes, aux paronymes et aux antonymes.
Les éditions successives ont intégré beaucoup de termes scientifiques et techniques, l'auteur se faisant aider par des spécialistes comme Maurice Maindron pour l'ajout de vingt-mille articles d'histoire naturelle. 
Comme d'autres dictionnaires du XIXe siècle, tels ceux de Boiste, de Nodier, de Bescherelle, il fut critiqué pour son large lexique, fruit en partie d'un travail de compilation, et qui ne s'accompagne pas toujours d'une rédaction précise des définitions. Bescherelle critiqua aussi l'importance relative de son lexique mythologique.
Sur un plan iconographique, il fut le premier dictionnaire dont les bandeaux, et non seulement les lettrines, sont ornés d'iconophores.
La mention du nom de Napoléon Landais dans des œuvres d'Eugène Labiche, d'Alexandre Dumas ou encore de Jean Louis Auguste Commerson, montre la popularité de son œuvre lexicographique et grammaticale.